# Goniada oculata
Goniada oculata är en ringmaskart som beskrevs av Treadwell 1901. Goniada oculata ingår i släktet Goniada och familjen Goniadidae. Inga underarter finns listade i Catalogue of Life.